# Asuka Fujita
Asuka Fujita (japanisch 藤田 明日香 Fujita Asuka; * 14. Februar 1996 in Osaka, Japan) ist eine japanische Handballspielerin, die derzeit beim rumänischen Erstligisten CS Gloria 2018 Bistrița-Năsăud unter Vertrag steht.

## Karriere
Asuka Fujita spielte bis 2018 für die japanische Mannschaft von Sony Semiconductor Manufacturing. Anschließend wechselte die Außenspielerin zum deutschen Bundesligisten Borussia Dortmund. Im Jahr 2020 schloss sich Fujita dem rumänischen Verein CS Minaur Baia Mare an. Im Sommer 2022 wechselte sie zum Ligakonkurrenten SCM Râmnicu Vâlcea. Nachdem Fujita in der Saison 2022/23 110 Treffer in der höchsten rumänischen Spielklasse sowie 35 Treffer in der EHF European League erzielt hatte, gab sie im Mai 2023 ihre Schwangerschaft bekannt. Im August 2023 wechselte Fujita zum Ligakonkurrenten CS Gloria 2018 Bistrița-Năsăud, für den sie erst ab der zweiten Saisonhälfte 2023/24 auflief.
Fujita lief anfangs für die japanische Jugend- und Juniorinnennationalmannschaft auf. Mittlerweile gehört sie dem Kader der japanischen Nationalmannschaft an. Mit Japan nahm sie an der Weltmeisterschaft 2017 in Deutschland teil.